# Siah Khani
Siah Khani (em persa: سياه خاني, também romanizada como Sīāh Khānī; também conhecida como Sīāhkhānī e Sīāh Khānī) é uma aldeia do distrito rural de Maspi, no condado de Abdanan, da província de Ilam, Irã.
No censo de 2006, sua população era de 121 habitantes, em 27 famílias.